# Казински, Роберт
Ро́берт Кази́нски (англ. Robert Kazinsky, при рождении Роберт Джон Э́пплби (англ. Robert John Appleby); род. 18 ноября 1983) — английский актёр театра, кино и телевидения и модель. Он наиболее известен по ролям Каспера Роуза в драме Sky One «Команда мечты», Шона Слэйтера в мыльной опере BBC One «Жители Ист-Энда», Чака Хансена в фильме Гильермо дель Торо «Тихоокеанский рубеж» и Маклина Уорлоу в шестом сезоне сериала «Настоящая кровь» канала HBO в 2013 году. Он сыграл орка Оргрима Молота Рока в фильме «Варкрафт» в 2016 году.

## Ранняя жизнь
Роберт родился в Хэйуордс-Хит, в семье Филлис и Пола Эпплби, и вырос в Брайтоне. Имеет старшего брата Майкла. Казински — еврей. Его родители происходят от иммигрантов из Польши и России. Он свободно говорит на иврите. Учился в парк-школе Хова с 1995 по 2000 гг. Казински был исключён из школы, а позже и из колледжа. Роберт появился в постановках «Багси Мэлоун» и «Сон в летнюю ночь». Казински тренировался как актёр в школе актёрства Гилфорда, с сентября 2002 года по июль 2005 года. Он взял второе имя своего дедушки, как сценическое имя.

## Карьера
Он появлялся в израильских телерекламах. Он сделал свой актёрский дебют в 2005 году, когда у него была гостевая роль в эпизоде детского шоу CBBC «Шоу Бэзила Браша», играя персонажа по имени Свен Гарли. Он затем получил роль в футбольной драме Sky One «Команда мечты», где он играл Каспера Роуза с конца 2005 по 2006 гг., где его убили к концу девятого сезона после того, как Казински объявил о намерении уйти.
18 мая 2006 года, было объявлено, что он будет играть Шона Слейтера в «Жителях Ист-Энда», и он впервые появился в нём 22 августа 2006 года, и в последний раз появился 1 января 2009 года.
27 марта 2007 года, Казински был отстранён от работы над «Жителями Ист-Энда» на два месяца. История в газете «People» утверждала, что Казински "завалил модель непристойными текстовыми сообщениями и фотографиями." Казински распространил заявление, извиняясь "за любые причинённые обиды и за то, что поставил шоу в дурную славу."
18 января 2008 года, было объявлено, что Казински покинет «Жителей Ист-Энда». Говоря с «This Morning» 31 июля 2008 года, Казински подтвердил, что он не будет преследовать карьеру в Голливуде, а вместо этого будет подрабатывать механиком, когда уйдёт из «Жителей Ист-Энда».
Джордж Лукас предложил ему роль в своём новом фильме про истребителей Второй мировой войны «Красные хвосты», где Казински играет "пилота, которому приходится к тому, чтобы быть среди афро-американских товарищей."
22 октября 2010 года, было объявлено, что Казински был взят на роль в предстоящем фильме «Хоббит». Он сыграл бы Фили, члена компании гномов, но в апреле 2011 года, Казински отказался от роли по личным причинам.
9 января 2011 года, он появился в качестве приглашённой звезды американской телевизионной драме «Братья и сёстры» в роли доктора Рика Эпплтона.
13 ноября 2013 года, было объявлено, что он присоединится шестого сезона американского фэнтезийного драматического сериала «Настоящая кровь» в 2013 году. В 2013 году, Казински появился в фильме Гильермо дель Торо «Тихоокеанский рубеж» в роли Чака Хансена, пилота австралийского робота-егеря «Страйкер Эврика».
4 декабря 2013 года, Legendary Pictures объявило, что Казински присоединится к киноадаптации «Варкрафта», которая вышла в марте 2016 года. В марте 2015 года, он получил главную роль в драматическом сериале канала Fox «Второй шанс», его персонаж, Рэй Притчард, является пожилым бывшим полицейским. Он также изобразил Оргрима Молота Рока в киноадаптации «Варкрафта» и сыграл Гая в научно-фантастической «Сирене».

## Личная жизнь
Казински является близким другом многих своих созвёзд по «Команде мечты», включая: Джейми Ломас, Кара Тойнтон, Рики Уиттл, Дэнни Хазбандс, Джуниор Нуно, Джули Хили и Лорен Голд.

## Фильмография

### Фильмы
| Год  | Название            | Ориг. название    | Роль              | Примечания            |
| ---- | ------------------- | ----------------- | ----------------- | --------------------- |
| 2009 | Любовь              | Love              | Майки             | короткометражка       |
| 2009 | Ковбой              | Cowboy            | Марк              | короткометражка       |
| 2012 | Красные хвосты      | Red Tails         | Честер Барнс      |                       |
| 2013 | Тихоокеанский рубеж | Pacific Rim       | Чак Хансен        |                       |
| 2013 | Сирена              | Siren             | Гай               |                       |
| 2015 | Красотки в бегах    | Hot Pursuit       | Рэнди             |                       |
| 2016 | Варкрафт            | Warcraft          | Оргрим Молот Рока |                       |
| 2018 | Немой               | Mute              | Роб               |                       |
| 2019 | Капитан Марвел      | Captain Marvel    | Байкер «Дон»      |                       |
| 2019 | Любовь по расчёту   | For Love or Money | Марк              | Романтическая комедия |

### Телевидение
| Год     | Название                      | Ориг. название             | Роль               | Примечания                             |
| ------- | ----------------------------- | -------------------------- | ------------------ | -------------------------------------- |
| 2005    | Шоу Бэзила Браша              | The Basil Brush Show       | Свен Гарли         | Эпизод: "Basil's Brush with Fame"      |
| 2005–06 | Команда мечты                 | Dream Team                 | Каспер Роуз        | 31 эпизод                              |
| 2006–09 | Жители Ист-Энда               | EastEnders                 | Шон Слэйтер        | 254 эпизода                            |
| 2010    | Закон и порядок: Лос-Анджелес | Law and Order: Los Angeles | Ронни Пауэлл       | Эпизод: "Sylmar"                       |
| 2010    | Братья и сёстры               | Brothers and Sisters       | доктор Рик Эпплтон | 2 эпизода                              |
| 2013    | Робоцып                       | Robot Chicken              | Джордж Джетсон     | Озвучка Эпизод: "Robot Fight Accident" |
| 2013    | Настоящая кровь               | True Blood                 | Маклин Уорлоу      | 9 эпизодов                             |
| 2016    | Второй шанс                   | Second Chance              | Джимми Притчард    | 11 эпизодов                            |

## Награды и номинации
| Год  | Группа                  | Награда                   | Результат | Фильм/Телесериал |
| ---- | ----------------------- | ------------------------- | --------- | ---------------- |
| 2006 | British Soap Awards     | Самый сексуальный мужчина | Номинация | Жители Ист-Энда  |
| 2006 | British Soap Awards     | Злодей года               | Номинация | Жители Ист-Энда  |
| 2007 | British Soap Awards     | Самый сексуальный мужчина | Номинация | Жители Ист-Энда  |
| 2007 | British Soap Awards     | Злодей года               | Номинация | Жители Ист-Энда  |
| 2007 | Inside Soap Awards      | Самый сексуальный мужчина | Номинация | Жители Ист-Энда  |
| 2007 | Inside Soap Awards      | Лучший плохиш             | Номинация | Жители Ист-Энда  |
| 2008 | All About Soap Awards   | Самый подходящий парень   | Номинация | Жители Ист-Энда  |
| 2008 | British Soap Awards     | Самый сексуальный мужчина | Номинация | Жители Ист-Энда  |
| 2008 | British Soap Awards     | Злодей года               | Номинация | Жители Ист-Энда  |
| 2008 | Inside Soap Awards      | Самый сексуальный мужчина | Победа    | Жители Ист-Энда  |
| 2008 | Inside Soap Awards      | Лучший актёр              | Победа    | Жители Ист-Энда  |
| 2008 | Inside Soap Awards      | Лучший плохиш             | Номинация | Жители Ист-Энда  |
| 2008 | Digital Spy Soap Awards | Самый популярный актёр    | Номинация | Жители Ист-Энда  |
| 2008 | Digital Spy Soap Awards | Самый сексуальный мужчина | Номинация | Жители Ист-Энда  |
| 2008 | Digital Spy Soap Awards | Злодей года               | Номинация | Жители Ист-Энда  |
| 2008 | Soaper Star Awards      | Лучший актёр              | Победа    | Жители Ист-Энда  |
| 2008 | Soaper Star Awards      | Лучший плохиш             | Номинация | Жители Ист-Энда  |
| 2008 | Soaper Star Awards      | Самый сексуальный мужчина | Победа    | Жители Ист-Энда  |
| 2009 | Eastenders Awards       | Красавчик                 | Победа    | Жители Ист-Энда  |
| 2009 | All About Soap Awards   | Убойная тайна             | Номинация | Жители Ист-Энда  |
| 2009 | All About Soap Awards   | Роковое влечение          | Победа    | Жители Ист-Энда  |
| 2009 | British Soap Awards     | Лучший актёр              | Победа    | Жители Ист-Энда  |
| 2009 | British Soap Awards     | Самый сексуальный мужчина | Номинация | Жители Ист-Энда  |